# Hennie Muller
Pas d'image ? Cliquez ici

a Compétitions nationales et continentales officielles uniquement.

b Matchs officiels uniquement.
Dernière mise à jour le 3 janvier 2010.
Hendrik (Hennie) Scholtz Vosloo Muller, plus connu simplement comme Hennie Muller, né le 26 mars 1922 à Witbank en Afrique du Sud et décédé le 26 avril 1977 au Cap, est un joueur de rugby à XV qui a joué avec l'équipe d'Afrique du Sud. Il évoluait au poste de troisième ligne centre.
Il est considéré comme l'un des plus grands joueurs de rugby sud-africain, il a été le capitaine de l'équipe nationale des Springboks à neuf reprises, et est membre du Temple international de la renommée.  

## Carrière
Hennie Muller a 27 ans lorsque, en 1949, l'équipe d'Afrique du Sud joue son premier match international depuis 11 ans et la seconde Guerre mondiale. Les Néo-zélandais, qui restent sur quatre victoires consécutives face aux Australiens en 1946 et 1947, sont alors en tournée en Afrique du Sud et quatre test matchs sont prévus entre les deux équipes. Hennie Muller est sélectionné par Danie Craven sur les quatre rencontres et les All-Blacks n'en emportent aucun, perdant 15-11, 12-6, 9-3 puis 11-8. 
Deux ans plus tard, Hennie Muller fait partie de l'équipe d'Afrique du Sud en tournée dans l'hémisphère nord d'octobre 1951 à février 1952. Sur 31 matchs joués, les Springboks en gagnent 30. Muller est le capitaine lors des cinq test matchs disputés contre chaque équipe du Tournoi des cinq nations et son équipe remportent les cinq rencontres : 44-0 contre l’Écosse, 17-5 face à l'Irlande, 6-3 contre le pays de Galles, 8-3 face à l'Angleterre et 25-3 contre la France. Ils jouent également leur premier match contre les Barbarians et gagnent 17-3. L'équipe d'Afrique du Sud réalise donc le Grand chelem en Europe.
En 1953, l'équipe d'Australie est en tournée en Afrique du Sud et Hennie Muller est une fois encore le capitaine de la série de quatre test matchs prévue à cette occasion. Pour le premier test à l'Ellis Park, l'Afrique du Sud gagne 25-3. Les Australiens sortent applaudis debout le 5 septembre 1953 au Newlands du Cap après une victoire 18-14 dans le 2e test. Le capitaine wallaby John Solomon est porté en triomphe par deux joueurs sud-africains. C'est la première défaite d'Hennie Muller en équipe nationale et la première des Springboks depuis 15 ans. Lors des deux matchs suivants, les Springboks gagnent 18-8 et 22-9 pour s'imposer finalement dans cette série sur la marque de trois victoires à une.

## Palmarès
- 13 test matchs avec l'équipe d'Afrique du Sud
- 12 victoires, 1 défaite
- 9 fois capitaine
- 3 essais, 2 transformations, 1 pénalité
- Test matchs par année : 4 en 1949, 3 en 1951, 2 en 1952, 4 en 1953

- Grand Ghelem 1951-1952
- 4 victoires consécutives contre les All Blacks en 1949.